# A la salud de la música chilena
A la salud de la música chilena es el nombre del disco tributo a Inti-Illimani Histórico (Spin-off de Inti-Illimani) publicado en 2009 bajo la supervisión de Horacio Salinas.

## Lista de canciones
1. "Polo doliente" – Inti-Illimani Histórico
2. Retrato – Los Tres
3. Vuelvo – Francisca Valenzuela
4. El mercado de Testaccio – Los Miserables
5. Mulata – Sinergia
6. La pajita – Javiera Parra
7. La mitad lejana – Nicole y Sergio Lagos
8. El aparecido – De Saloon
9. Dedicatoria de un libro – Solo di Medina
10. La fiesta de San Benito – Chico Trujillo
11. Medianoche – Quique Neira
12. Jardines bajo la lluvia – Inti-Illimani Histórico